# Saidjahus creper
Saidjahus creper är en kräftdjursart som beskrevs av Gustav Budde-Lund 1904. Saidjahus creper ingår i släktet Saidjahus och familjen Eubelidae. Inga underarter finns listade i Catalogue of Life.